# Filip 1. af Frankrig
Filip 1. (fransk: Philippe Ier; 23. maj 1052 – 29. juli 1108 i Melun) var konge af Frankrig 1060 til 1108.
Han var den fjerde konge af Huset Capet og var den ældste søn af Henrik 1. og prinsesse Anna af Kiev.

## Biografi
Hans fornavn (afledt af græsk: Philippos) var ganske eksotisk for et vesteuropæisk land på den tid og blev givet til ham af hans russiske mor. Selv om han blev kronet til konge i en alder af syv år, var det hans mor, som frem til 1066 fungerede som regent, for øvrigt den første franske dronning som gjorde dette. Hun regerede sammen med Boudewijn 5. af Flandern (1036–1067).
Meget af Filips tid gik med til at slå oprør ned fra magtsyge vasaller. I 1077 indgik han fred med William I af England som opgav forsøget på at erobre Bretagne. I 1082, udvidede Filip sit rige gennem indlemmelsen af Vexin, og i 1100 tog han kontrol over Bourges.
Det var under Filips tid, at det første korstog blev sendt ud i 1095. Han støttede det ikke personligt på grund af sin konflikt med pave Urban II (1088–1099). Paven havde ikke kunnet lade Filip deltage, eftersom han havde gentaget bandlysningen før korstoget. Men Filips bror, Hugh I af Vermandois, var en af hoveddeltagerne. I investiturstriden fandt paven og Filip i 1097 frem til et kompromis og i tiden som fulgte, kunne kongen støtte sig til kirken i striden mod vasallene.

## Ægteskaber og børn
I sit første ægteskab i 1071 med Bertha af Holland (1055 – 1094) fik han fem børn:
- Constance (1078-1125), gift med Bohemond I af Taranto. Han var en af lederne for det første korstog.
- Ludvig 6. af Frankrig (1081-1137)
- Henri (1083 – død som barn)
- Charles (1085 – død som barn)
- Eudes (1087 – 1096)

I 1092 forelsket Filip sig i den berømte skønhed, og grev Fulk IV af Anjous enkefrue Bertrada af Montfort, datter af Simon I af Montfort. Han bortviste sin første kone Bertha, og anførte som grund at hun var blevet tyk, og giftet sig 15. maj 1092 med Bertrada. Bertha ble forvist til fæstningen i Montreuil-sur-Mer, og døde der 1094, to år senere. (William af Malmesbury skrev om dette: quad illa praepinguis corpulentiae esset, a lecto removit).
I 1094, blev han for første gang lyst i band af biskop Hugh af Lyon fordi han havde brudt med sin første hustru og giftet sig på ny, og pave Urban II (1088–1099) gentog bandlysningen i november 1095. Flere ganger blev bandlysningen hævet da Filip lovede at lade sig skille fra Bertrada, men han vendte hver gang tilbage til hende. Men fra og med 1104, ophørte bandlysningen. Filip fik sammen med Bertrada, i sit andet ægteskab, fire børn:
- Philippe (1093)
- Floris (1095)
- Cecilie (1100)
- Eustachia (1102)

## Død og begravelse
Kong Filip 1. døde 56 år gammel på slottet i Melun den 29. juli 1108. Han blev efter eget ønske gravlagt i abbediet Fleury i Saint-Benoît-sur-Loire og ikke i Klosterkirken Saint-Denis som næsten alle øvrige konger fra Huset Capet.